# Pokémon GO
Pokémon GO (of Pokémon Go) is een spel voor iOS- en Android-smartphones ontwikkeld door Niantic en uitgegeven door The Pokémon Company in de Pokémon-serie. Het spel werd in juli 2016 in Amerika, Nieuw-Zeeland, Australië, Europa, Hong Kong en Japan uitgebracht. Het uitbrengen van het spel in de rest van de wereld werd uitgesteld vanwege serverproblemen doordat het spel veel populairder bleek dan verwacht.
Het spel maakt gebruik van augmented reality en gps om animaties te projecteren op beelden van de camera van een smartphone. In het spel moeten spelers virtuele Pokémon zoeken, ze vangen en daarna trainen. De virtuele Pokémon kunnen gevonden worden op veel plekken in de echte wereld.
Het spel werd al snel een van de meest gebruikte smartphone-apps na de lancering en het zorgde voor een enorme waardetoename van Nintendo-aandelen. Het spel werd wereldwijd snel populair, waaronder in België en Nederland.

## Speelwijze

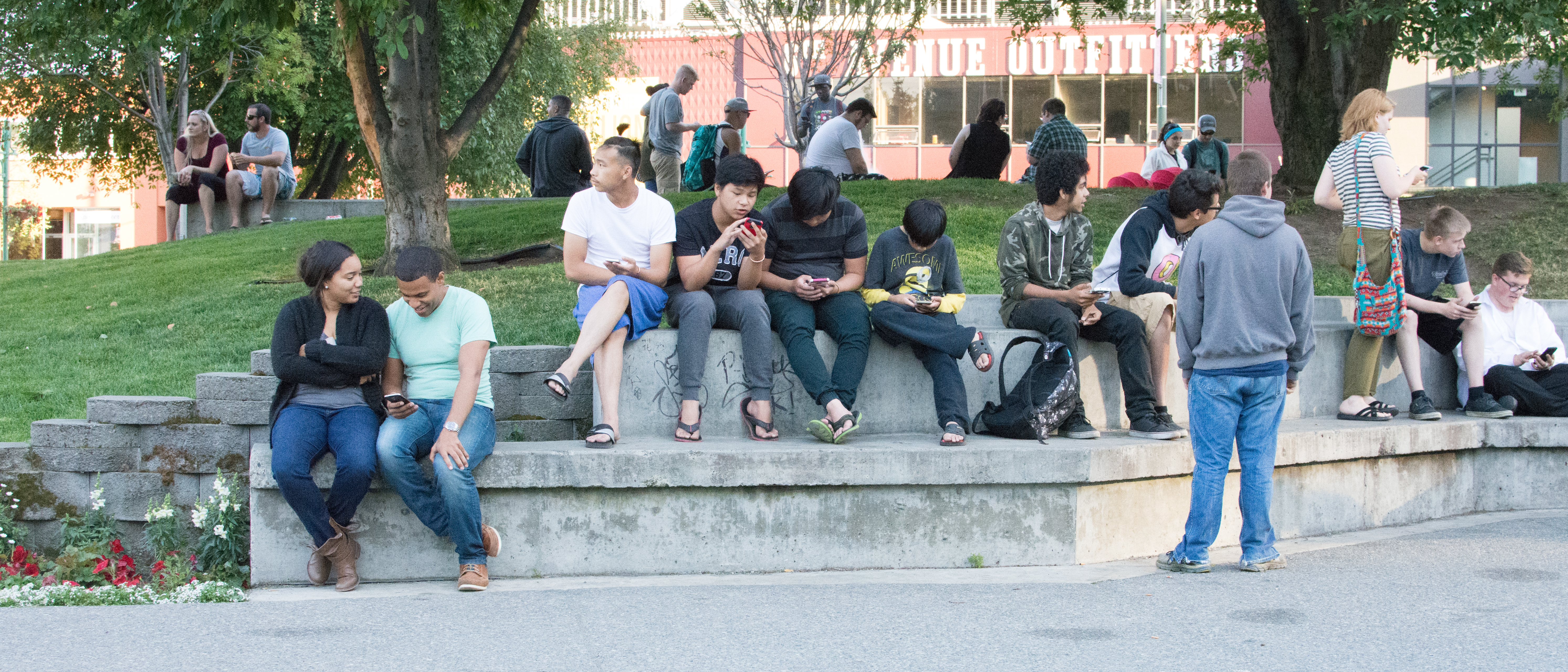
Spelers in Anchorage, Alaska verzamelen zich bij een PokéStop in een lokaal park

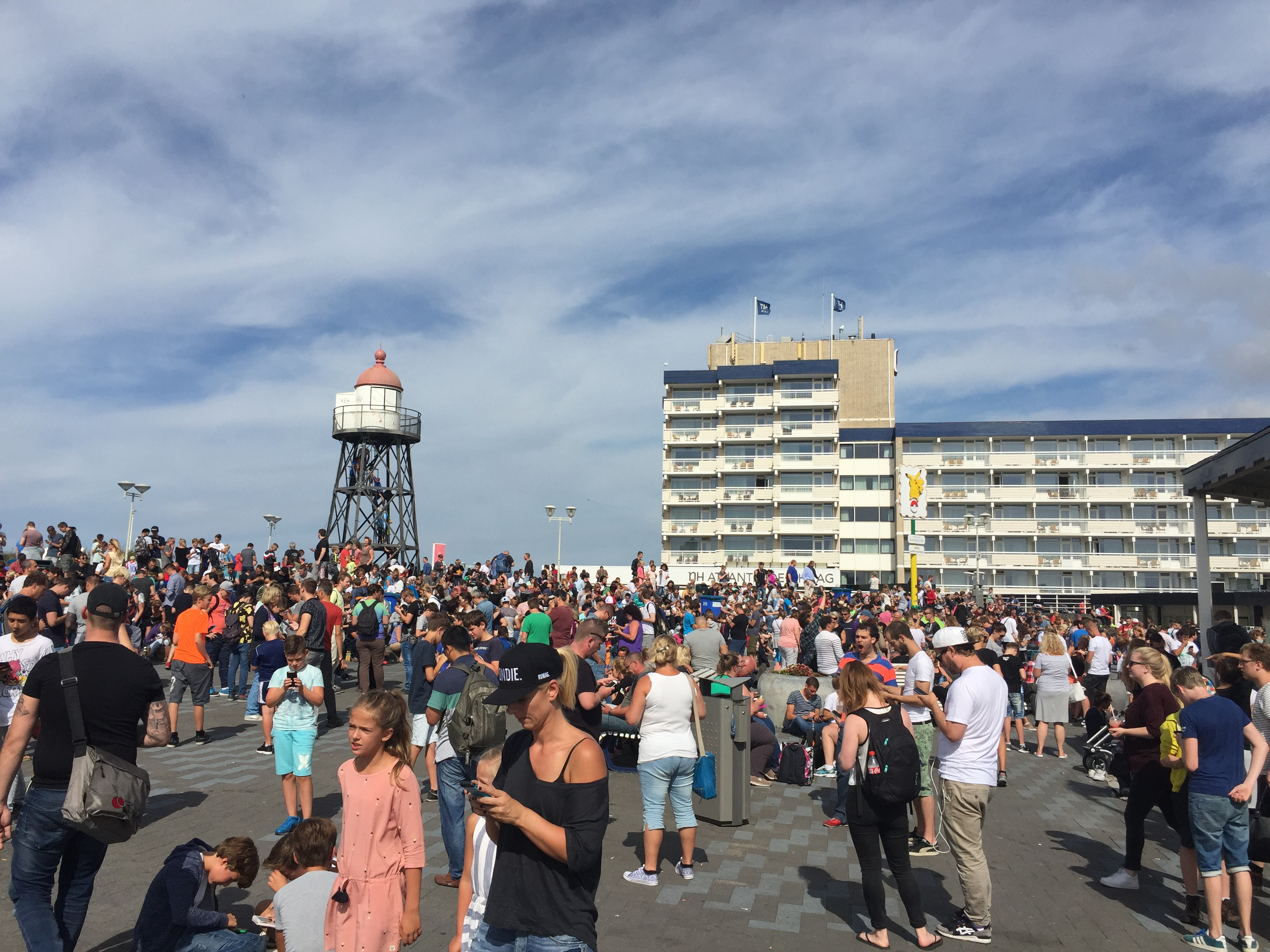
Spelers op het Deltaplein in Kijkduin, Den Haag

Nadat er voor de eerste keer wordt ingelogd maakt de speler zijn avatar. De speler kan de stijl van de avatar aanpassen door het geslacht, de haarkleur, de huidskleur en de oogkleur te kiezen. Daarna is er keuze uit een beperkt aantal kledingstukken waarmee outfits gemaakt kunnen worden. Nadat de avatar is gemaakt wordt deze weergegeven op de huidige locatie van de speler, boven op een kaart van de onmiddellijke omgeving van de speler. Op sommige plaatsen op de kaart staan er PokéStops en Pokémon Gyms. Deze zijn meestal gevestigd op populaire ontmoetingsplaatsen, zoals gedenktekens, gebedshuizen, parken en toeristische attracties. Spelers kunnen zelf nieuwe PokéStops en Pokémon Gyms aanvragen, mits zij level 37 hebben behaald in Pokémon Go. Dit kan via Niantic Wayfarer.
Als spelers bewegen in de echte wereld beweegt de avatar mee op de kaart van het spel. Verschillende Pokémon komen voor in verschillende delen van de wereld. Zo kunnen Pokémon van het type water bijvoorbeeld over het algemeen gevonden worden in de buurt van water. Als een speler een Pokémon tegenkomt, kan hij of zij hem zien in augmented-realitymodus of met een algemene achtergrond. AR-modus maakt gebruik van de camera en gyroscoop op het mobiele apparaat van de speler om een beeld van een Pokémon weer te geven alsof deze zich in de echte wereld bevindt. Spelers kunnen ook foto's maken, met behulp van een in-game camera, van de Pokémon die ze tegenkomen.
In tegenstelling tot andere spellen in de Pokémon-serie, moeten spelers in Pokémon GO niet tegen wilde Pokémon vechten om ze te kunnen vangen. Het spel is gebaseerd op een uniek vangsysteem waarbij de speler een Poké Ball moet gooien met de juiste kracht en op het juiste moment om een succesvolle vangst te maken. Na het vangen van een wilde Pokémon wordt de speler bekroond met twee types van in-game-valuta's: snoepjes (candies) en stardust. Welke snoepjes worden gegeven hangt af van tot welke evolutionaire keten een Pokémon behoort. Een speler kan stardust en snoepjes gebruiken om de gevechtskracht (combat power, afgekort CP) van Pokémon te verhogen. Voor het evolueren van Pokémon zijn alleen snoepjes nodig. De speler kan de Pokémon naar de Pokémon-professor sturen om ruimte te scheppen voor meer Pokémon, maar krijgt deze Pokémon dan wel nooit meer terug. Bij het wegsturen krijgt de speler een snoepje in ruil voor de weggestuurde Pokémon.
Alle Pokémon worden weergegeven met hun CP, dat is een ruwe maatstaf van hoe krachtig de betreffende Pokémon is in de strijd. Niet alle Pokémon van dezelfde soort hebben dezelfde CP. In het algemeen kan de speler Pokémon met hogere CP vangen als ze een hoger level worden.
Spelers verdienen ervaringspunten (experience points) voor diverse in-game-activiteiten. De spelers stijgen in level als ze genoeg ervaringspunten verdienen. Zodra de speler level 5 bereikt kan hij of zij deelnemen aan een van de drie teams (rood voor Team Valor, die Moltres gebruikt als hun mascotte, blauw voor Team Mystic, die Articuno gebruikt als hun mascotte, of geel voor Team Instinct, die Zapdos gebruikt als hun mascotte) die fungeren als fracties binnen de Pokémon GO-wereld. Als een speler naar een gym gaat van een van de rivaliserende fracties kan hij de Pokémon die in de gym zitten uitdagen voor een gevecht. Zodra alle Pokémon die erin zaten volledig verslagen zijn, kan de speler de gym overnemen en één eigen Pokémon erin zetten. In elke gym kunnen tot zes spelers van dezelfde fractie één Pokémon toevoegen. Wanneer Pokémon gedurende lange tijd in een gym blijven zitten, neemt hun CP af zodat het makkelijker is voor tegenstanders om deze te verslaan. De CP kan bijgevuld worden door de trainers die een Pokémon in de gym hebben zitten door besjes te geven aan hun Pokémon.
In september 2016 heeft Niantic de "Buddy Pokémon"-optie geïntroduceerd, wat de spelers de mogelijkheid geeft een Pokémon te kiezen die afgebeeld wordt op het profielscherm en hiermee in-game-beloningen te krijgen. Gelijktijdig heeft Niantic Pokémon Go zodanig aangepast dat het niet langer mogelijk is met een rooted of jailbroken apparaat het spel te spelen. Dit als poging het valsspelen te bemoeilijken.
In juni 2017 heeft Niantic de spelregels betreffende de gyms aangepast om een meer teamgeoriënteerde beleving te creëren. Gyms hebben nu de mogelijkheid in-game-items (zoals ballen en evolutie-items) te verkrijgen, zoals al mogelijk was met de PokéStops. In een gym kunnen maximaal zes Pokémon worden geplaatst die uniek in die gym moeten zijn. Muntjes kunnen verdiend worden op basis van de tijd dat een verdedigende Pokémon in de gym staat. Iedere tien minuten wordt een muntje verdiend met een maximum van vijftig muntjes per dag.
In juli 2017 zijn raid battles toegevoegd. Raid battles betreft een groep spelers die een Pokémon gezamenlijk moeten aanvallen. Als de Pokémon verslagen is krijgen de spelers de kans een reguliere versie van de verslagen Pokémon te vangen. Raids hebben een level tussen level 1 en 5. Een level 5-raid bevat enkel legendarische Pokémon die enkel en alleen via Raids te vangen zijn.
Begin februari 2017 werd de 2e generatie van Pokémon toegevoegd.
Begin december 2017 werd de 3e generatie Pokémon toegevoegd en werd er een weersysteem toegevoegd. Het weer beïnvloedt welke Pokémon verschijnen.
Begin oktober 2018 werd de 4de generatie van Pokémon toegevoegd.
Eind september 2019 werd een deel van de 5de generatie toegevoegd.
In juli 2019 werd ook Team Rocket toegevoegd aan de game. Leden daarvan bevinden zich aan de PokéStops, waar er dan ook zogenaamde shadow Pokémon te vangen zijn. In december 2020 werden 21 van de 72 Pokémon van de 6de generatie toegevoegd. In april 2021 werden er nog eens 6 toegevoegd en in mei 2021 weer 8.

## Geschiedenis

### Ontwikkeling

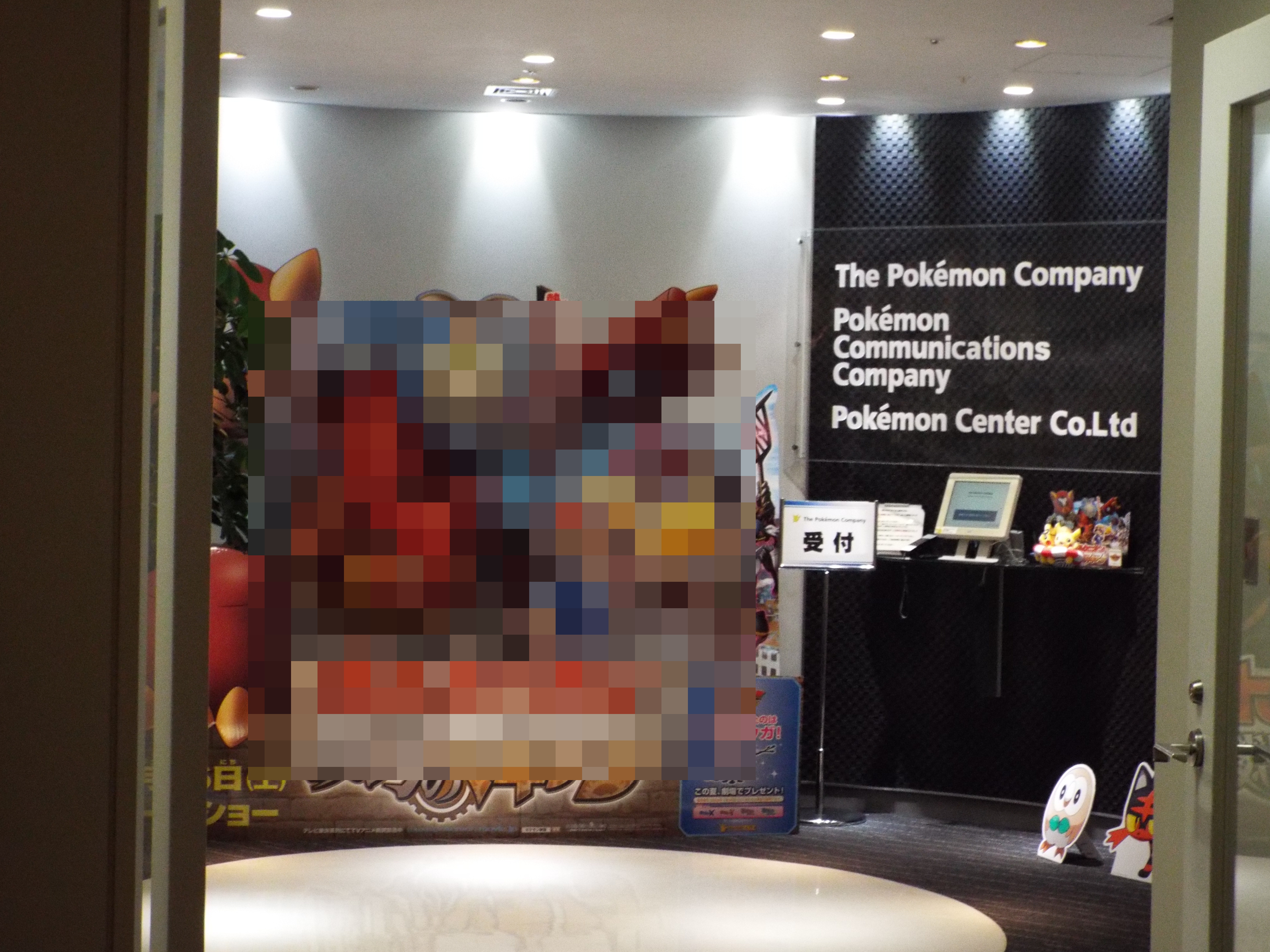
Hoofdkantoor van The Pokémon Company

Het idee voor het spel werd in 2014 bedacht door Satoru Iwata van Nintendo en Tsunekazu Ishihara van The Pokémon Company als een 1 aprilgrap in samenwerking met Google genaamd Pokémon Challenge, met Tatsuo Nomura van Google Maps, die vervolgens een senior project manager bij Niantic werd, als leider van het project. In 2015 wijdde Ishihara zijn toespraak van de aankondiging van de game op 10 september aan Iwata die twee maanden eerder was gestorven. Het besluit om de GO Plus te creëren in plaats van een app voor smartwatches vond plaats omdat voor veel spelers een smartwatch te duur zou zijn. Niantic gebruikte locatiegegevens van zijn augmented-reality-spel Ingress voor PokéStops en Gyms binnen Pokémon GO.
Op 4 maart 2016 kondigde Niantic exclusief voor Japan een bètatest aan die later die maand zou beginnen. De bètatest werd later uitgebreid naar andere landen. Op 7 april werd bekend dat de bèta zou uitbreiden naar Australië en Nieuw-Zeeland. Op 16 mei werden de aanmeldingen voor de bèta opengesteld voor de Verenigde Staten. De test kwam tot een einde op 30 juni.
Bedrijven hebben de mogelijkheid om bij Niantic hotspots te kopen. McDonald's in Japan was het eerste bedrijf dat een overeenkomst sloot en heeft in alle vestigingen een PokéStop of Pokégym.

### Pokémon GO Plus en Go-tcha
De Pokémon Go Plus is een draagbaar apparaat met Bluetooth low energy (Bluetooth Smart) waarmee de speler de spelkaart kan bewandelen zonder te kijken op zijn smartphone. Wanneer de speler in de buurt is van een Pokémon of PokéStop gaat de Plus trillen. De speler kan vervolgens drukken op de knop om de Pokémon te vangen. De speler kan niet controleren wat hij heeft gevangen totdat deze is aangesloten op een smartphone of een tablet. De lancering is gebeurd in september 2016. Het ontwerp is een combinatie van een Pokéball en de vorm van een Google Maps pin. In Europa is het apparaat onder andere te koop in de officiële Nintendo webwinkel voor € 39,99.
De Go-tcha is een niet-officiële versie van de Pokemon Go Plus. Dit apparaat doet hetzelfde als de Pokémon Go Plus, maar doet alles uit zichzelf.

### Lancering
Het spel werd voor Android en iOS op 6 juli 2016 uitgebracht in de Verenigde Staten, Australië en Nieuw-Zeeland, op 13 juli 2016 in Duitsland, op 14 juli 2016 in het Verenigd Koninkrijk, op 15 juli 2016 in Spanje, Portugal en Italië,, op 16 juli 2016 in Oostenrijk, België, Bulgarije, Kroatië, Cyprus, Tsjechië, Denemarken, Estland, Finland, Griekenland, Groenland, Hongarije, IJsland, Ierland, Letland, Litouwen, Luxemburg, Malta, Nederland, Noorwegen, Polen, Roemenië, Slowakije, Slovenië, Zweden en Zwitserland, op 17 juli 2016 in Canada, op 22 juli 2016 in Japan, op 24 juli 2016 in Frankrijk waar het uitgesteld was van 16 juli 2016 vanwege de aanslag in Nice op 14 juli 2016, op 25 juli 2016 in Hong Kong, op 3 augustus 2016 in Midden- en Zuid-Amerika, op 5 augustus 2016 in Aruba, Curaçao, Sint Maarten, Turks- en Caicoseilanden en op 6 augustus in Brunei, Cambodja, Fiji, Indonesië, Laos, Maleisië, Federale Staten van Micronesia, Palau, Papoea-Nieuw-Guinea, Filipijnen, Singapore, de Salomonseilanden, Taiwan, Thailand en Vietnam. In verband met serverproblemen vanwege de enorme populariteit verklaarde Niantic-CEO John Hanke dat het uitbrengen in andere regio's was opgeschort totdat de problemen waren opgelost.
Vijf dagen na de uitgave van het spel steeg het aandeel van Nintendo met 25%; de waarde van het bedrijf steeg met 8 miljard euro. In de dagen erna bleef het aandeel groeien, de totale marktwaarde van Nintendo was omgerekend 31 miljard euro op 14 juli, wat bijna 80 procent meer is dan het bedrijf voor de lancering waard was. Dit is zeker opmerkelijk gezien Nintendo enkel indirect betrokken was bij Pokémon GO, via aandelen in The Pokémon Company en Niantic. 24 uur na de lancering stond Pokémon GO bovenaan de Amerikaanse App Store onder "Gratis" en "Meest opgebracht". Op 11 juli 2016 had het spel een geschat aantal downloads van 7,5 miljoen in de Verenigde Staten en bracht het 1,6 miljoen dollar per dag op. Op 20 juli hadden wereldwijd meer dan 30 miljoen mensen het spel gedownload.

### 5 jaar later
Op 6 juli 2021 bestond het spel precies 5 jaar. De app werd tot dan 632 miljoen keer gedownload. Naar schatting had het spel in 2020 nog steeds 166 miljoen actieve spelers wereldwijd. Middels in-app-aankopen via de Google Play Store en de App Store van Apple heeft dit 5 miljard dollar opgeleverd (ruim 4 miljard euro).

## Ontvangst
VICE prees de "ongekende verbroedering tussen mensen" die het spel veroorzaakt. Pocket Gamer bekroonde het spel met het een score van 9 van de 10, "Ondanks de problemen is Pokémon GO een erg plezierige ervaring". Terri Schwartz van IGN prees het promoten van lichaamsbeweging. Miguel Concepcion van GameSpot gaf het spel 7 van de 10 punten; hij prees het spel om zijn sterke sociale aantrekkingskracht en visueel ontwerp, maar bekritiseerde de technische problemen. Julia Belluz (Vox) zei dat het de "grootste onbedoelde fitness rage ooit is" en schreef dat een van de resultaten van het spel die de ontwikkelaars zich niet hadden gerealiseerd was dat het mensen lijkt te motiveren te bewegen.

### Effecten op gezondheid
Er wordt door verschillende deskundigen gezegd dat Pokémon Go de mentale en fysieke gezondheid van spelers die lijden aan depressie en sociale angst verbetert. Volgens Kashmira Gander van The Independent biedt het sociale karakter van het spel eenvoudige mogelijkheden voor degenen met sociale angst om te communiceren met mensen van alle achtergronden. Talrijke spelers meldden ook verhoogde motivatie om buiten te lopen en een betere stemming. Dr. John Grohol, oprichter van Psych Central, verklaarde dat Pokémon Go uniek is en dat het spelen van de videogame de status van de geestelijke gezondheid in de echte wereld verbetert. Volgens Grohol creëert het spel een sterke motivatie voor mensen om naar buiten te gaan en meer actief te zijn.

### Impact

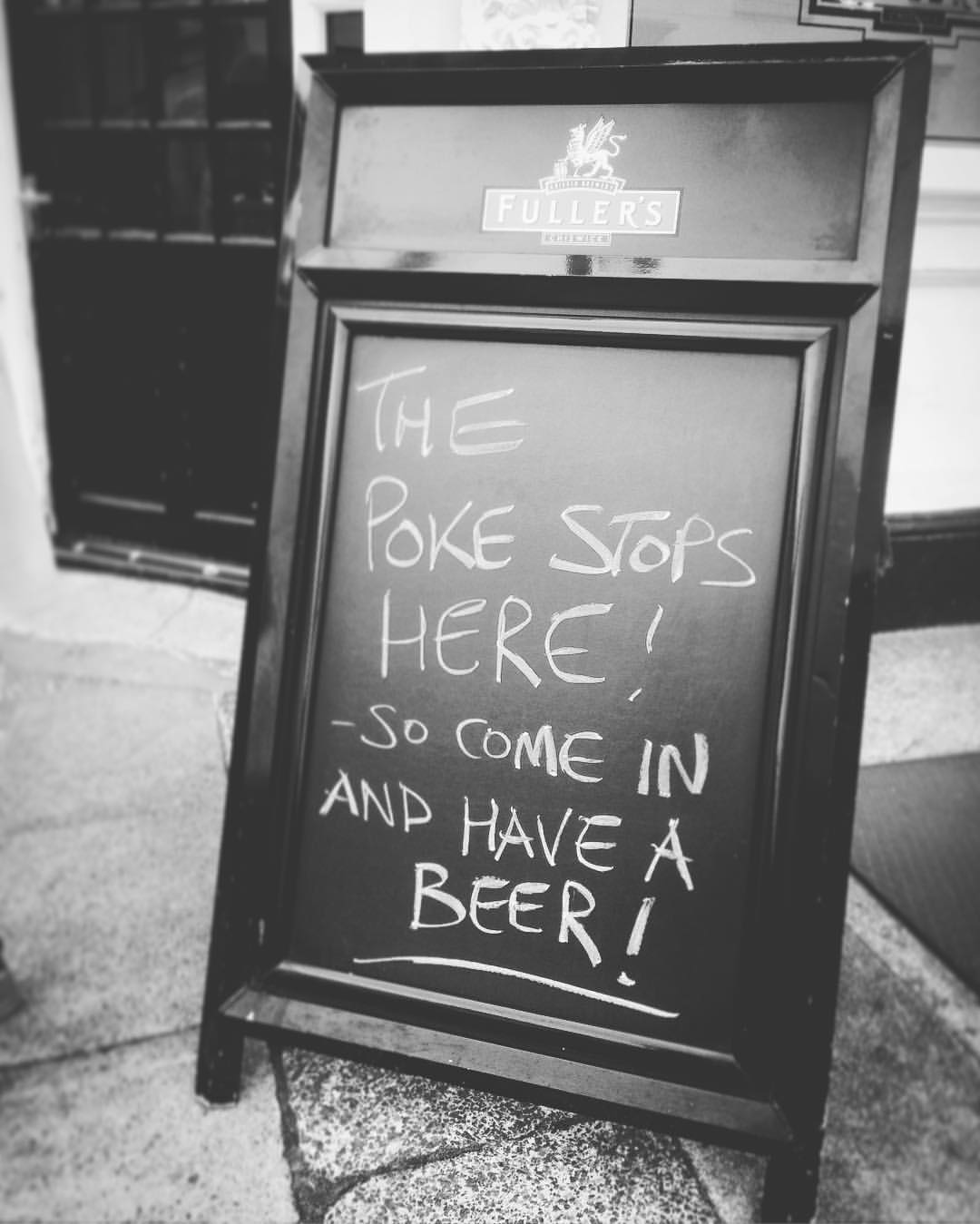
Lokale bedrijven profiteren van de populariteit van het spel door spelers te informeren van PokéStops in hun café

Het spel heeft geleid tot positieve effecten. Zo hebben spelers geholpen met het vangen van criminelen. Bovendien zagen verscheidene bedrijven een toename van het aantal klanten als gevolg van de app. Nationale parken in de Verenigde Staten zagen een toestroom van bezoekers als gevolg van het spel, bijvoorbeeld duizenden mensen bezochten de National Mall en Memorial Parks in Washington in het weekend na de lancering. Kleine musea waar PokéStops geplaatst waren bij tentoonstellingen meldden ook meer bezoekers. Sommige bedrijven en organisaties kopen 'lure-modules' (soort virtueel geurtje die extra Pokémon aantrekt) om meer spelers te trekken naar hun PokéStop. Liefdadigheidsinstellingen
zochten ook betrokkenheid van spelers, dierenasielen boden honden aan voor mensen die eieren willen laten uitkomen in het spel wat gaat door een bepaald aantal km te lopen.
Op 12 juli 2016 overschreed het gemiddelde dagelijkse gebruik van de app op Android-apparaten Snapchat, Tinder, Instagram en Facebook. Op 13 juli 2016 werd bekend dat het al de grootste mobiele videogame in de Verenigde Staten ooit is. Als gevolg van de populariteit van het spel zag de Pokémon Theme van de Pokémontekenfilm een toename van 630 procent van het aantal luisteraars op het muziekstreamingplatform Spotify tijdens de maand van lancering van de game. Ook Netflix en Hulu zagen een toename van kijkers van de Pokémontekenfilm, waar het een van de meest bekeken programma's werd. In Nederland speelden volgens een onderzoek op 15 juli 1,3 miljoen mensen het spel, op 22 juli waren dat 2 miljoen mensen.
Eduardo Paes, burgemeester van Rio de Janeiro, riep op om de app in Brazilië uit te laten komen voor de start van de Olympische Zomerspelen van 2016 in de stad. Zowel de Amerikaanse presidentskandidaat Hillary Clinton als Donald Trump hebben de app tijdens hun verkiezingscampagne in 2016 gebruikt.